# 鵠沼村
鵠沼村（くげぬまむら）は、神奈川県の中央南部、高座郡に属していた村。

## 地理
東は境川を境に鎌倉郡川口村と接し、西は引地川を境に明治村と接する。
北辺は東海道とそこから分かれた鎌倉道で藤沢大坂町と接し、南は相模湾の海岸線である。
海岸平野の湘南砂丘地帯にあたり、全般に砂地で北西部では東西方向、中央部では北東-南西方向、東部では東西方向の顕著な砂丘列が見られ、海岸部には海岸線に平行する砂丘列が見られた。
集落・耕地は北西部に限られ、南東部は広大な砂原が展開していた。ここは、相州炮術調練場（鉄炮場）の跡地であり、耕作が禁止されていたためである。
北西部の集落は平安時代末期以来の伝統を持つ宮ノ前、上村（かむら）、宿庭（しゅくにわ）、清水、苅田、大東、仲東、原、堀川の9町内に分かれ、皇大神宮の氏子集落として、「本村」と呼ばれてきた。鎌倉時代には境川の渡津集落として東部に砥上（石上）が形成され、江戸時代初期、東海道が整備されると、街村の引地、車田が形成された。江戸時代中期には中央部に新田が開発され、新田、納屋（なんや）の集落が形成された。明治時代前期の鵠沼村では、これら14の集落のみであった。
産業は自給的な半農半漁であり、鉄道開通を機に商業的な農業も始まった。代表的な作物にモモとサツマイモが挙げられる。養蚕業も若干見られたが、あまり盛んではなかった。1895年には若尾幾造が鵠沼村石上に盛進社若尾製糸場を始業した。釜数=200、当時藤沢地域では最大の工場だった。
鉄道開通を機に海岸部の開発が始まった。鵠沼海岸海水浴場の開設と3軒の旅館の開設である。砂原に道路網が敷設され、クロマツが植栽されて、日本初の別荘分譲地「鵠沼海岸別荘地」の開発も始まったが、本格化したのは江之島電氣鐵道開通後である。
明治時代初期の戸数は300弱、人口は2,000弱であり、1902年になっても370戸、2,830人という数字が記録されている程度であった。

## 歴史
元来は砂地の原野で、「砥上ヶ原」の名で知られた。弥生時代以来の遺跡が見られ、奈良時代の記録には高座郡（たかくらごおり）土甘（とかみ）郷と出てくる。平安時代末期以来大庭御厨鵠沼郷と呼ばれ、鵠沼村の名は安土桃山時代の1559年、岩本太郎左衛門定次（北条家御馬廻役）知行地となった段階から用いられたようである。江戸時代は藤沢宿代官支配下の幕領と旗本の布施家、大橋家（2代のみ）の知行地、および寺領に分けられた。村落は自給的な半農半漁村であったが、1694年以来東海道藤沢宿の助郷村、1728年に開設された相州炮術調練場（鉄炮場）を支える村としての役割も担わされた。

### 沿革

#### 町村制施行前
- 1872年（明治5年）7月12日 - 鵠沼学舎（後の鵠沼小学校）、鵠沼普門寺脇の寺の物置を校舎に開設。
- 1873年（明治6年）5月1日 - 区・番組制施行、鵠沼村は第17大区・第2小区となる。小字･番地の制定。
- 1874年（明治7年）7月6日 - 区番組制を改め大小区制を実施する。鵠沼村は第18大区第2小区。
- 1877年（明治10年）5月22日 - 鵠沼学舎、校舎が新築され、第87番小学鵠沼学校と改称。
- 1878年（明治11年）12月1日 - 神奈川県、大小区制廃止。鵠沼村となる。
- 1884年（明治17年）5月7日 - 郡区町村編制法の改正。鵠沼村は羽鳥、大庭、稲荷、辻堂と連合。
  - 8月17日 - 上村（かむら）町内、人形山車（源頼朝）を新調。以来、各町内ごとに人形山車を新調し、皇大神宮の例祭で山車参進が見られるようになった。
- 1886年（明治19年）7月18日 - 鵠沼海岸で海水浴場開場式開催。提唱者の三留栄三医師、飲酒後泳いで溺死。
- 1887年（明治20年）7月11日 - 鵠沼村中央部を横断して鉄道（後の東海道本線）、横浜-国府津間開通、藤沢停車場開業

### 町村制施行後
- 1889年（明治22年）4月1日 - 町村制施行[1]、鵠沼村は連合組織から分れ1村で独立[2]、役場を字中井におく。
- 1892年（明治25年）3月19日 - 第87番小学鵠沼学校、尋常鵠沼小学校と改称。
- 1902年（明治35年）4月 - 尋常鵠沼小学校が尋常補習科を廃して高等科を併設し、尋常高等鵠沼小学校となる。
  - 9月1日 - 江之島電氣鐵道（現在の江ノ島電鉄線）の石上、川袋、藤ヶ谷、鵠沼各停留所が開業。開業当日に鵠沼停留所で脱線事故が発生。
- 1903年 - 字下鰯の細川家別邸内に慈教庵（本真寺の前身）建立。開山は颯田本眞尼（1845年-1928年）。
- 1906年（明治39年）10月9日 - 東京の大給子爵邸にあった賀来神社を鵠沼停留所前に遷座。

- 1908年（明治41年）4月1日 - 藤沢大坂町、鵠沼村および明治村が合併して、高座郡藤沢町（現在の藤沢市）となる。
現在は、藤沢市の鵠沼地区が該当する。

## 経済
農業
『大日本篤農家名鑑』によれば、鵠沼村の篤農家は「伊藤将行、斎藤彌五右衛門、斎藤兵府」などである。

## 地域

### 教育
- 尋常高等鵠沼小学校（現在の藤沢市立鵠沼小学校）

## 交通

### 鉄道路線
隣接市町村へは、江之島電氣鐵道にて藤沢大坂町および川口村へ連絡する。
- 江之島電氣鐵道
  - - 石上駅（現在の石上駅とは位置が違う） - 川袋駅 - 藤ヶ谷駅 - 鵠沼駅 -
- 東海道線
村中央部を横断する。村外の村境近くに藤沢停車場がある。

### 道路
- 國道2號（旧東海道、現在の神奈川県道43号藤沢厚木線） - 北端部が接していた。
- 江の島道 - 江島神社への参詣道路であり、境川に石上の渡しが設けられた。ここに山本橋（現在の上山本橋）が架橋されたのは1873年である。

## 名所・旧跡・観光スポット・祭事・催事
- 皇大神宮（神明宮・烏森神社） - 例祭は8月17日
- 賀来神社
- 鵠沼山万福寺（浄土真宗大谷派）
- 金堀山空乗寺（浄土真宗高田派）
- 密厳山遍照院普門寺（真言宗）
- 善光山天龍院法照寺（浄土宗）
- 慈教庵（浄土宗）
- 鵠沼海岸海水浴場